# L'amore segreto di Madeleine
L'amore segreto di Madeleine (Madeleine) è un film del 1950 diretto da David Lean.

## Trama
Scozia, 1857. Una ricca famiglia borghese acquista una casa a Glasgow. La figlia maggiore, Madeleine, ottiene la camera da letto al piano terra, così da avere facile accesso all'entrata della servitù e potersi incontrare con il suo amante, il francese Emile L'Angelier, all'insaputa della famiglia.
La relazione continua e la coppia si fidanza segretamente, ma L'Angelier comincia a fare pressioni su Madeleine affinché riveli la sua esistenza al padre, in modo da poterla sposare. Spaventata dal genitore autoritario, Madeleine è riluttante; fa infine visita a L'Angelier nella sua stanza e gli comunica che preferirebbe fuggire con lui piuttosto che dire tutto al padre. L'Angelier ribatte che in questo modo non potrà mai sposarla, e Madeleine capisce così che il francese non l'ama per ciò che è, ma poiché rappresenta un modo per elevare la propria posizione sociale. Per questo dichiara conclusa la relazione e chiede indietro le lettere scritte.
Durante la loro frequentazione, il padre ha nel frattempo incoraggiato la figlia ad accettare le attenzioni di un ricco gentiluomo, William Minnoch; e così Madeleine, dopo aver rotto il suo fidanzamento con L'Angelier, accetta la proposta di matrimonio di Minnoch, con soddisfazione della famiglia. L'Angelier minaccia Madeleine di mostrare al padre le lettere compromettenti in suo possesso, a meno che ella non acconsenta a continuare a vederlo. Senza dire nulla del suo recente fidanzamento, la giovane accetta, seppur riluttante.
Alcune settimane dopo, L'Angelier si ammala gravemente. Si rimette, ma ha successivamente una ricaduta che gli è fatale. Quando viene appurato che il francese è morto a causa di un avvelenamento da arsenico, un amico di L'Angelier accusa Madeleine, che viene peraltro trovata in possesso dello stesso veleno. Il verdetto finale è quello di insufficienza di prove, a seguito del quale Madeleine viene rilasciata senza essere dichiarata colpevole, né non colpevole.

## Produzione
È basato sulla storia vera di Madeleine Smith, una giovane donna di Glasgow proveniente da una ricca famiglia, che nel 1875 fu processata per l'omicidio del suo amante, Emile L'Angelier. Il processo fu molto pubblicizzato sui giornali e definito come "il processo del secolo". L'adattamento di Lean vede Ann Todd, all'epoca sua moglie, nel ruolo della protagonista, e Ivan Desny in quello del suo amante francese. Norman Wooland interpreta la parte del rispettabile pretendente e Leslie Banks il padre autoritario, entrambi all'oscuro della vita segreta di Madeleine. Il film fu soprattutto un "regalo di nozze" per Ann Todd, che aveva precedentemente interpretato lo stesso ruolo a teatro. Lean non fu mai soddisfatto del film, che definiva il lungometraggio che amava meno.